# Segunda Regional de Cantabria
La Segunda Regional de Cantabria es la octava categoría en Cantabria y su organización está a cargo de la Real Federación Cántabra de Fútbol. Esta categoría se ha desarrollado de manera intermitente a lo largo de los años (1955-56 a 1956-57, 1960-61 a 1961-62, 1968-69 a 1984-85 y 2005-06 hasta la actualidad); además entre las temporadas 1969-70 y 1973-74 no fue la última categoría, dado que existió la Tercera Regional.

## Sistema de liga
La liga consiste en dos grupos de 15 y 16 equipos respectivamente que se enfrentan entre sí en una liga a doble vuelta. El primer clasificado de cada grupo asciende a Primera Regional de Cantabria mientras que los segundos y terceros clasificados se enfrentan en un play-off para determinar la tercera plaza de ascenso.

## Equipos participantes la temporada 2023-24
Grupo 1
- C. D. E. Santiago Galas
- C. D. Bezana "B"
- C. D. Naval "B"
- S. D. Iguña
- C. D. Lope de Vega
- C. D. Comillas
- S. D. Buelna
- A. D. Olimpia
- C. D. Castroverde
- S. D. San Martín de la Arena "B"
- C. D. E. Rayo Santa Cruz "B"
- C. D. Toranzo Sport
- Polanco C. F.
- C. D. Valdáliga
- C. D. E. Salla Indivisa Manent

Grupo 2
- C. D. Calasanz
- U. D. Sámano "B"
- C. D. Río Gándara de Soba
- Santoña C. F.
- S. D. Nueva Montaña "B"
- C. D. Liendo
- C. D. Revilla "B"
- Castro F. C. "B"
- C. Atlético España de Cueto "B"
- C. Fortuna Camargo
- C. D. Jesús del Monte
- Velarde C. F. "B"
- C. D. San Justo
- C. D. Los Ríos "B"
- C. D. Arenas de Frajanas "B"
- A. D. Cubas

## Campeones de la Segunda Regional de Cantabria
Campeones de las últimas 15 temporadas de la Segunda Regional:
| Temporada | Club campeón                           |
| --------- | -------------------------------------- |
| 1975-76   | Ayrón                                  |
| 1976-77   | Ribamontán al Mar                      |
| 1977-78   | At. La Albericia                       |
| 1978-79   | Comillas                               |
| 1979-80   | Marina de Cudeyo                       |
| 1980-81   | Real Cabuérniga                        |
| 1981-82   | SD Iguña                               |
| 1982-83   | Brazomar                               |
| 1983-84   | Sámano                                 |
| 1984-85   | Miengo                                 |
|           | No hubo Segunda Regional hasta 2005-06 |
| 2005-06   | Solares B                              |
| 2006-07   | Queveda                                |
| 2007-08   | Torina y Jesús del Monte               |
| 2008-09   | Los Ríos                               |
| 2009-10   | Montañas del Pas                       |
| 2010-11   | Ampuero                                |
| 2011-12   | Internacional                          |
| 2012-13   | EDM Reocín                             |

## Clasificaciones
- Segunda Regional de Cantabria en la web de la Federación Cántabra de Fútbol
- Segunda Regional de Cantabria en iCompeticion Archivado el 4 de marzo de 2016 en Wayback Machine.

## Otras Ligas
| 1ª | Primera División de España       |  |
| 2ª | Segunda División de España       |  |
| 3ª | Segunda División B de España     |  |
| 4ª | Tercera División de España       |  |
| 5º | Regional Preferente de Cantabria |  |
| 6ª | Primera Regional de Cantabria    |  |

- Datos: Q130101960